# Kamal Sowah
Kamal Sowah (Sabon Zango, 9 gennaio 2000) è un calciatore ghanese, centrocampista del NAC Breda.

## Caratteristiche tecniche
È un centrocampista offensivo.

## Carriera

### Club
Cresciuto nel settore giovanile del Right to Dream Academy, nel 2018 viene acquistato dal Leicester City che lo cede il giorno dopo in prestito biennale all'OH Lovanio, altro club di proprietà della King Power. Debutta fra i professionisti il 14 aprile 2018 giocando l'incontro dei playoff vinto 2-0 contro il Waasland-Beveren.
Il 31 gennaio 2022 viene ceduto in prestito all'AZ Alkmaar.

### Nazionale
Convocato per i Mondiali 2022, il 17 novembre dello stesso anno fa il suo esordio nell'amichevole pre-torneo vinta 2-0 contro la Svizzera.

## Statistiche
Statistiche aggiornate al 30 gennaio 2021.

### Presenze e reti nei club
| Stagione        | Squadra         | Campionato      | Campionato | Campionato | Coppe nazionali | Coppe nazionali | Coppe nazionali | Coppe continentali | Coppe continentali | Coppe continentali | Altre coppe | Altre coppe | Altre coppe | Totale | Totale | Totale |
| Stagione        | Squadra         | Comp            | Pres       | Reti       | Comp            | Pres            | Reti            | Comp               | Pres               | Reti               | Comp        | Pres        | Reti        | Pres   | Reti   |        |
| --------------- | --------------- | --------------- | ---------- | ---------- | --------------- | --------------- | --------------- | ------------------ | ------------------ | ------------------ | ----------- | ----------- | ----------- | ------ | ------ | ------ |
| gen.-giu. 2018  | OH Lovanio      | D2              | 0+4        | 0          | CB              | 0               | 0               |                    | -                  | -                  |             | -           | -           | 0+4    | 0      |        |
| 2018-2019       | OH Lovanio      | D2              | 2          | 0          | CB              | 1               | 0               |                    | -                  | -                  |             | -           | -           | 3      | 0      |        |
| 2019-2020       | OH Lovanio      | D2              | 27         | 3          | CB              | 2               | 2               |                    | -                  | -                  |             | -           | -           | 29     | 5      |        |
| 2020-2021       | OH Lovanio      | D1              | 24         | 7          | CB              | 1               | 0               |                    | -                  | -                  |             | -           | -           | 25     | 7      |        |
| Totale carriera | Totale carriera | Totale carriera | 57         | 10         |                 | 4               | 2               |                    | -                  | -                  |             | -           | -           | 61     | 12     |        |

### Cronologia presenze e reti in nazionale
| Cronologia completa delle presenze e delle reti in nazionale ― Ghana | Cronologia completa delle presenze e delle reti in nazionale ― Ghana | Cronologia completa delle presenze e delle reti in nazionale ― Ghana | Cronologia completa delle presenze e delle reti in nazionale ― Ghana | Cronologia completa delle presenze e delle reti in nazionale ― Ghana | Cronologia completa delle presenze e delle reti in nazionale ― Ghana | Cronologia completa delle presenze e delle reti in nazionale ― Ghana | Cronologia completa delle presenze e delle reti in nazionale ― Ghana |
| Data                                                                 | Città                                                                | In casa                                                              | Risultato                                                            | Ospiti                                                               | Competizione                                                         | Reti                                                                 | Note                                                                 |
| -------------------------------------------------------------------- | -------------------------------------------------------------------- | -------------------------------------------------------------------- | -------------------------------------------------------------------- | -------------------------------------------------------------------- | -------------------------------------------------------------------- | -------------------------------------------------------------------- | -------------------------------------------------------------------- |
| 17-11-2022                                                           | Abu Dhabi                                                            | Ghana                                                                | 2 – 0                                                                | Svizzera                                                             | Amichevole                                                           | -                                                                    | 62’                                                                  |
| Totale                                                               |                                                                      | Presenze                                                             | 1                                                                    |                                                                      | Reti                                                                 | 0                                                                    |                                                                      |

## Palmarès

### Club

#### Competizioni nazionali
- Supercoppa del Belgio: 1

Club Bruges: 2022